# Gaeiras
Gaeiras ist eine Gemeinde (Freguesia) im portugiesischen Kreis Óbidos. In ihr leben 2363 Einwohner (Stand 19. April 2021).